# Бргулє
Бргулє (хорв. Brgulje) — населений пункт у Хорватії, у Задарській жупанії у складі міста Задар.

## Населення
Населення за даними перепису 2011 року становило 48 осіб.
Динаміка чисельності населення поселення:

## Клімат
Середня річна температура становить 15,68 °C, середня максимальна – 26,70 °C, а середня мінімальна – 4,15 °C. Середня річна кількість опадів – 855 мм.
| Клімат поселення                              | Клімат поселення | Клімат поселення | Клімат поселення | Клімат поселення | Клімат поселення | Клімат поселення | Клімат поселення | Клімат поселення | Клімат поселення | Клімат поселення | Клімат поселення | Клімат поселення | Клімат поселення |
| Показник                                      | Січ.             | Лют.             | Бер.             | Квіт.            | Трав.            | Черв.            | Лип.             | Серп.            | Вер.             | Жовт.            | Лист.            | Груд.            |                  |
| Середній максимум, °C                         | 12,25            | 12,18            | 13,91            | 17,02            | 22,16            | 26,38            | 26,70            | 26,45            | 21,96            | 18,80            | 14,75            | 11,51            |                  |
| Середня температура, °C                       | 8,22             | 8,15             | 9,89             | 13,01            | 18,14            | 22,37            | 24,73            | 24,49            | 20,00            | 16,85            | 12,78            | 9,55             |                  |
| Середній мінімум, °C                          | 4,19             | 4,15             | 5,85             | 8,96             | 14,11            | 18,35            | 22,78            | 22,54            | 18,05            | 14,88            | 10,84            | 7,60             |                  |
| Норма опадів, мм                              | 73               | 61               | 60               | 64               | 59               | 55               | 31               | 51               | 97               | 107              | 106              | 91               |                  |
| Середньомісячна швидкість вітру, м/с          | 3.00             | 3.11             | 3.30             | 3.10             | 2.70             | 2.55             | 2.51             | 2.47             | 2.65             | 2.81             | 3.40             | 3.25             |                  |
| Середньомісячна сонячна радіація, кДж/м²·день | 4924             | 7693             | 11413            | 16267            | 20783            | 22747            | 24417            | 21198            | 15467            | 9899             | 5372             | 4135             |                  |
| --------------------------------------------- | ---------------- | ---------------- | ---------------- | ---------------- | ---------------- | ---------------- | ---------------- | ---------------- | ---------------- | ---------------- | ---------------- | ---------------- | ---------------- |
| Джерело:                                      |                  |                  |                  |                  |                  |                  |                  |                  |                  |                  |                  |                  |                  |